# Bykáň
Bykáň (německy Bikans) je malá vesnice, část obce Křesetice v okrese Kutná Hora. Nachází se asi 1,5 kilometru jihozápadně od Křesetic. Prochází tudy železniční trať Kutná Hora – Zruč nad Sázavou.
Bykáň je také název katastrálního území o rozloze 2,2 km².

## Historie
První písemná zpráva o vsi pochází z roku 1283. Roku 1950 získala obec vzniklá sloučením obcí Bykáň a Krupá název Bykáň.

## Památky
- Kostel Nanebevzetí Panny Marie – gotický kostel ze 14. století byl přestavěn barokně roku 1720.
- Zděná zvonice a fara při kostele – obě stavby z 18. století.
- Bývalý hostinec – barokní stavba s vysokým štítem.
- Sochy sv. Prokopa a Jana Nepomuckého.

## Fotogalerie

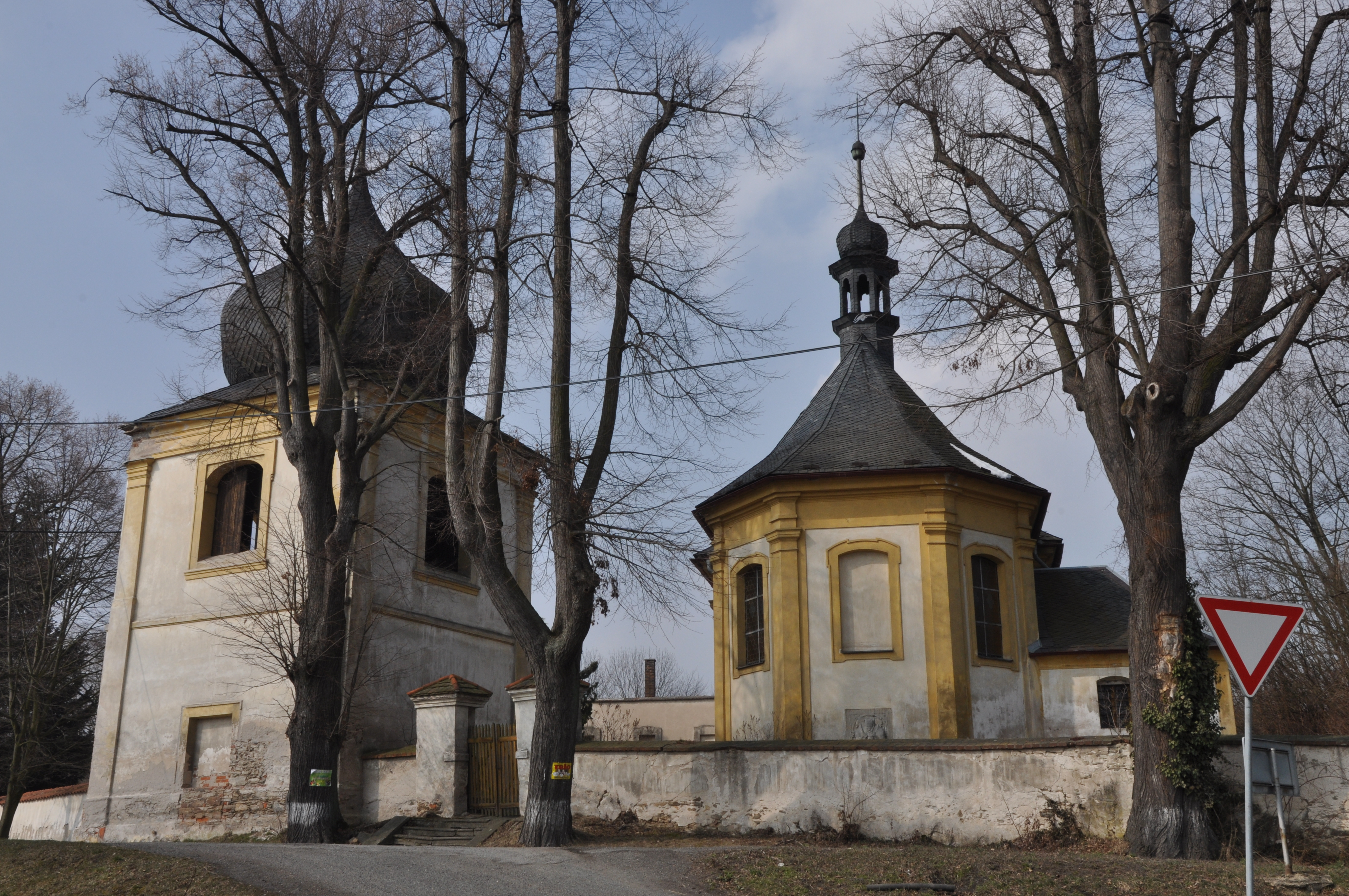
kostel Nanebevzetí Panny Marie
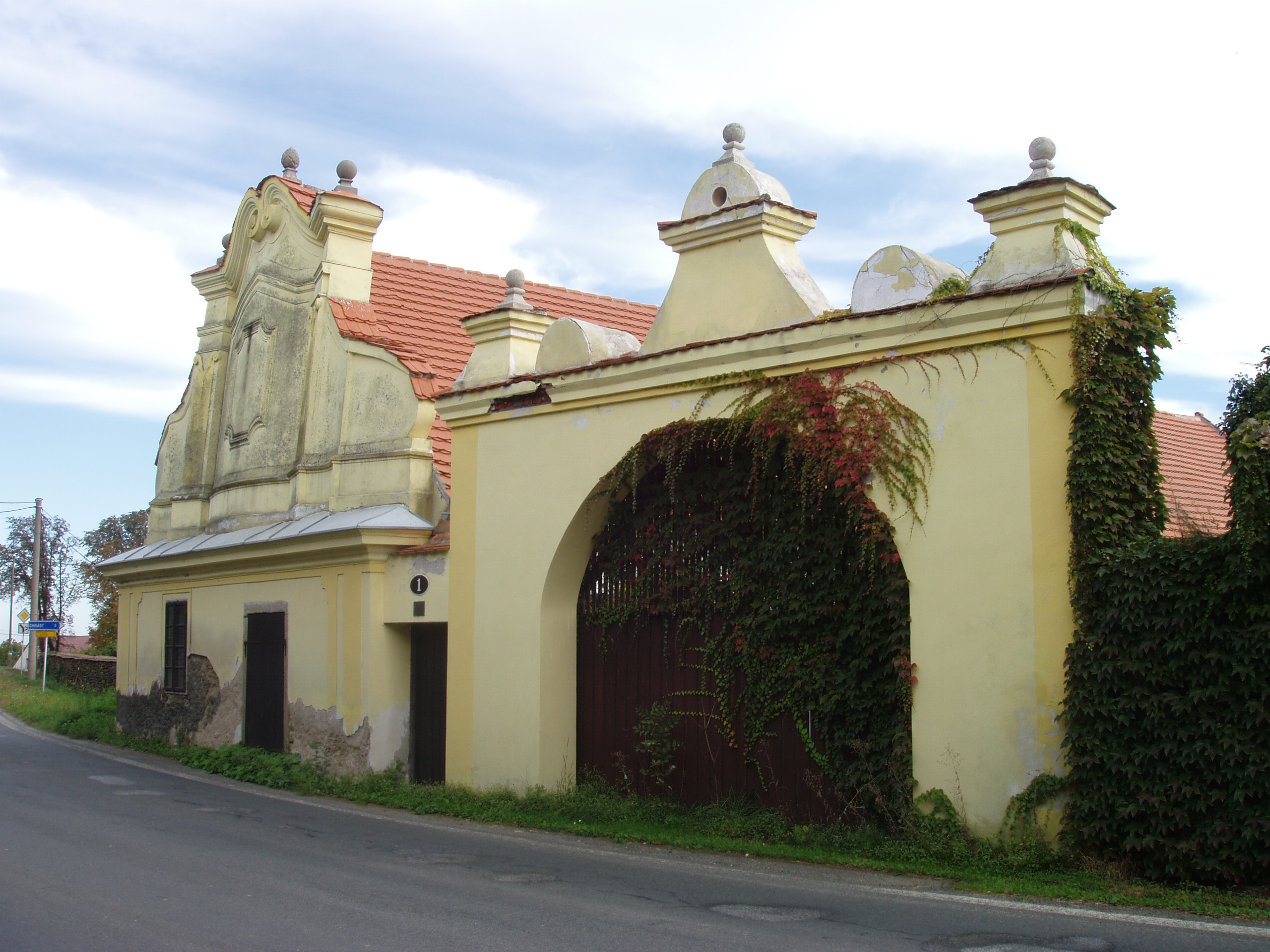
bývalý hostinec
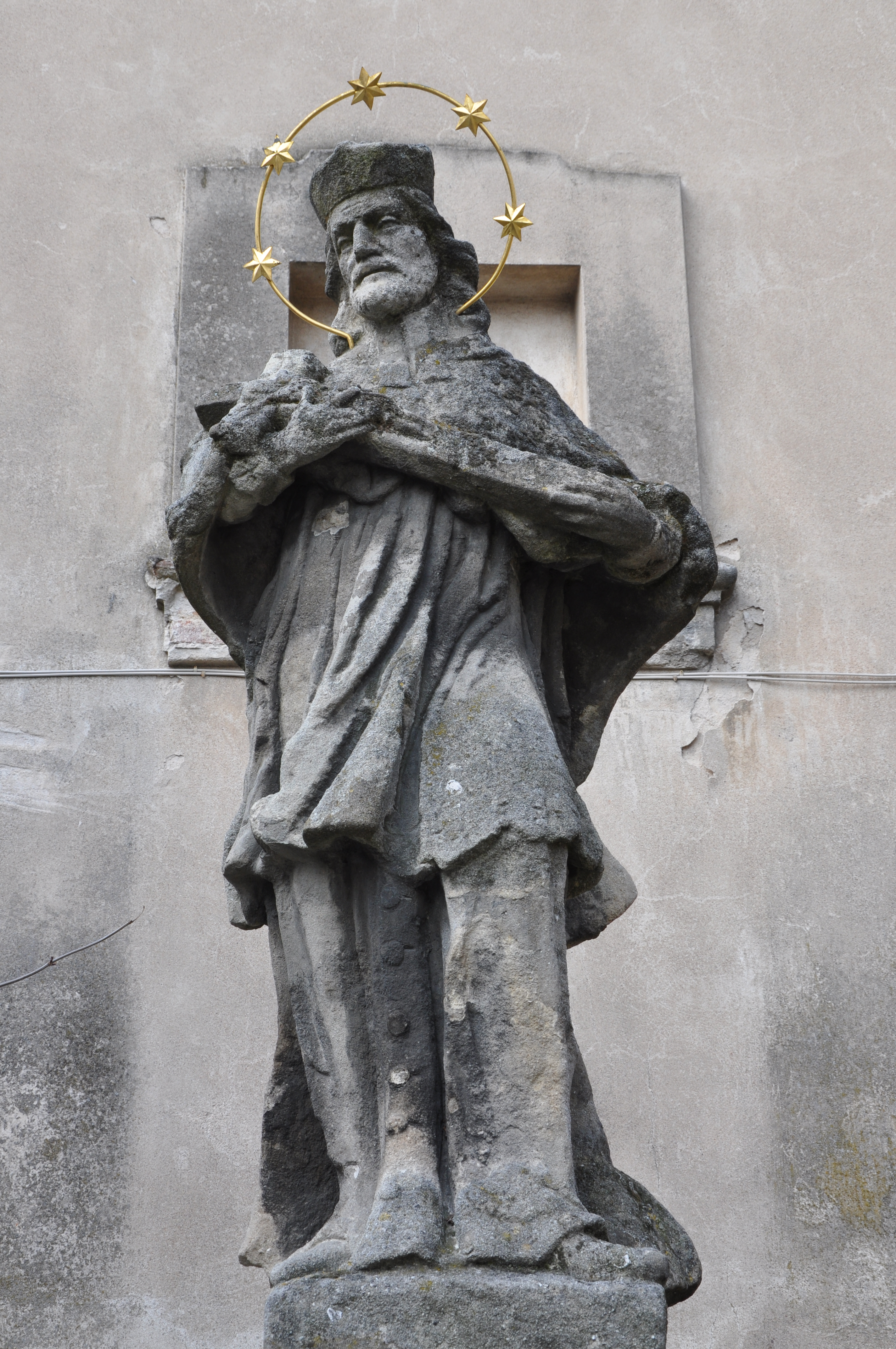
socha u kostela
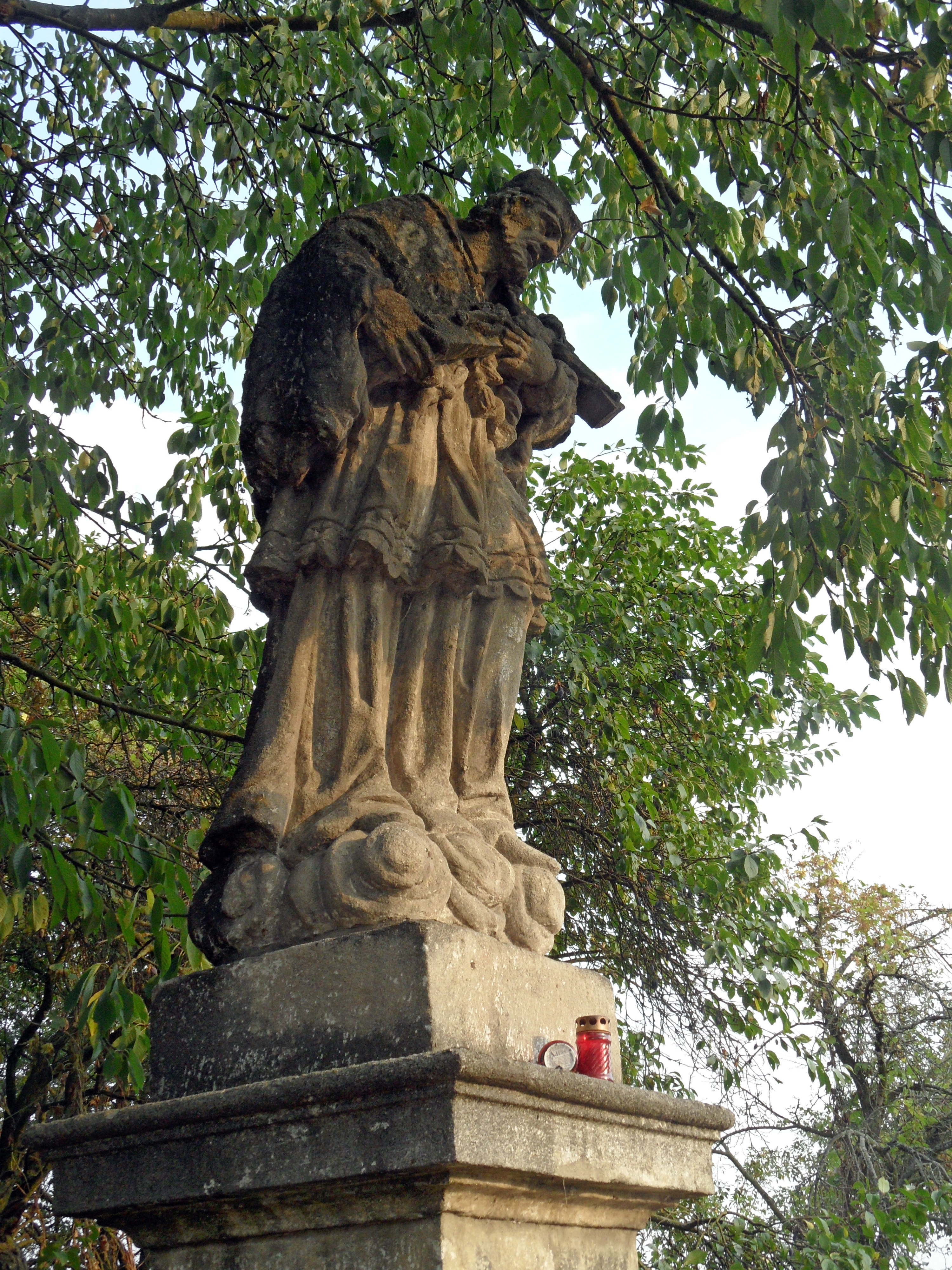
socha svatého Jana Nepomuckého